# Нейбург, Мария Фридриховна
Мария Фридриховна (Фёдоровна) Нейбург (17 июня 1894, Красноярск — 16 сентября 1962, Москва) — советский учёный-геолог, палеоботаник, доктор геолого-минералогических наук (1941).
Впервые дала палеоботаническое обоснование стратиграфии континентальных отложений карбона, перми и триаса Кузнецкого, Минусинского, Печорского угольных бассейнов. Описала пермские флоры Монголии, юрские флоры Тувы и др. Открыла листостебельные мхи в пермских отложениях Ангариды.

## Биография
Родилась 5 (17) июня 1894 года в Красноярске, в семье мещанина Фридриха Христофоровича (до 1884 года — ссыльный рядовой) и Варвары Георгиевны Нейбург.
В 1916 году участвовала в экспедиции в Монголию, организованной Г. П. Потаниным.
В 1917 году окончила Высшие женские курсы в Томске, где и осталась работать преподавателем.
В 1921 году поступила на работу в Геологический музей имени Петра I, преобразованный в 1930 году в Геологический институт АН СССР, затем в ИГН АН СССР (1937—1955) и обратно в ГИН АН СССР. М. Ф. Нейбург проработала в институте до конца жизни.
Впервые занялась палеозойскими флорами в самом начале своей деятельности. Уже в 1921 году она опубликовала небольшую статью, о верхнепалеозойской флоре Анжеро-Судженского района Кузбасса.
В 1926 году участвовала в геологической экспедиции, направленной Советским правительством в северо-западную Монголию.
Летом 1928 года работала в экспедиции на Кузбассе, где сделала послойные систематические и обширные сборы растительных остатков, позволивших выделить фитостратиграфические подразделения (свиты) в палеозойской части разреза Кузбасса, проследить их в разных частях бассейна. Она проанализировала распространение основных таксонов в разрезе и выделила комплексы растений, характерные для отдельных подразделений. До этого в Кузбассе использовались стратоны, выделенные на основе литологических признаков, что, временами, приводило к объединению резко отличных по возрасту толщ. Кроме того, ею были обнаружены неизвестные ранее триасовые отложения. Итогом работы стала монография «Верхнепалеозойская флора Кузнецкого бассейна» (1948), важная для палеоботаников, работавших с ангарскими верхнепалеозойскими флорами.
Осенью 1937 года стала заведующей Отделом палеонтологии и стратиграфии ИГН АН СССР.
В 1941 году стала доктором геолого-минералогических наук.
Во время Великой Отечественной войны работала над совершенствованием стратиграфических схем Кузбасса и Минусинского угольного бассейна, необходимых для нужд угледобывающей отрасли.
После войны она занималась палеоботаническими исследованиями Печорского угольного бассейна, триасовых флор в Печорском Приуралье. Интересовали Марию Фёдоровну и вопросы сопоставления континентальных отложений Ангариды с морскими разрезами и гондванскими толщами.
В первой половине 1950-х годов руководила Кабинетом палеоботаники в отделе стратиграфии (заведующий В. В. Меннер), Института геологических наук АН СССР.
В 1960 году опубликовала работу, посвященную открытым ею листостебельным мхам из пермских отложений Кузнецкого, Тунгусского и Печерского бассейнов. Остатки этих растений находили ещё в 30 годы XX века, но относили к другим систематическим группам. По словам С. В. Мейена: "Для палеоботаники открытие М. Ф. Нейбург [1960] пермских мхов Ангариды было не меньшей сенсацией, чем для палеоантропологии — открытие питекантропа, сделанное Э.Дюбуа."
М. Ф. Нейбург выполняла определения коллекций, поступавших из других районов СССР, давала заключения о возрасте пород. Её авторитет среди геологов был очень высок, так как она была осторожна в заключениях и тщательно их обосновывала.
Довольно сложно складывались отношения Марии Фёдоровны с коллегами. Отчасти это было связано с её непростым характером, отчасти с теми высокими требованиями, которые она предъявляла к окружающим её людям.
Трагически погибла под поездом на Станции Томилино 16 сентября 1962 года. Похоронена на Введенском кладбище, уч. 4.

## Награды и премии
- 1954 — Орден Ленина.
- 1961 — Премия МОИП за книги «Листостебельные мхи из пермских отложений Ангариды» (1960) и «Neuromlia corda из нижнетриасовых отложений Русской платформы» (1960).

## Память
В честь М. Ф. Нейбург были названы:
Животные
- Anthracomya neuburgi Fedotov, 1937 — класс двустворчатых моллюсков, нижняя пермь Кузбасса.

Растения
- Caenodendron neuburgianum Radczenko, 1955 — отдел плауновидных, нижний-средний карбон Кузбасса.
- Lepidodendron neuburgae Radtschenko, 1985 — отдел плауновидных, средний карбон Карагандинского бассейна.
- Annularia neuburgiana Radczenko, 1955 — отдел хвощевидных, нижняя пермь бассейн реки Тунгусска.
- Neuburgia Radtschenko, 1969 — отдел папоротниковидных (?), нижний карбон Казахстана.
- Abacanidium neuburgae Durante, 1983 — класс гинкговых (?), средний карбон Монголии.
- Zamiopteris neuburgiana S.Meyen, 1969 — отдел голосеменных, верхняя (?) пермь Печорского бассейна.
- Rufloria neuburgiana S.Meyen, 1964 — класс хвойных, верхняя пермь Тунгусского бассейна.
- Samaropsis neuburgae Suchov, 1968 — класс хвойных, нижняя пермь Кузбасса.
- Hibiscus neuburgiae Ilyinskaja, 1966 — отдел покрытосеменных, эоцен Зайсана.